# Slaget vid Wenden (1626)
Slaget vid Wenden, även känt som slaget vid Kieś, var ett fältslag som ägde rum den 3 december 1626 vid staden Wenden i Livland, under det Andra polska kriget (1600-1629). Under slaget besegrade svenska trupper under befäl av Gustav Horn de polsk-litauiska trupperna under befäl av Aleksander Korwin Gosiewski.